# Верхній Аленуй
Верхній Алену́й (рос. Верхний Аленуй) — село у складі Александрово-Заводського району Забайкальського краю, Росія. Входить до складу Бохтинського сільського поселення.

## Населення
Населення — 175 осіб (2010; 210 у 2002).
Національний склад (станом на 2002 рік):
- росіяни — 92 %